# برج الحنش
بلدية بُرج الحنش أو بوخالنثة أو (نقحرة: بوخالانكي) (بالإسبانية: Bujalance)‏، هي إحدى بلديات مقاطعة قرطبة إحدى مقاطعات إسبانيا، و التي تقع في منطقة الأندلس جنوب إسبانيا.
يبلغ عدد سكانها 7.841 نسمة وفقاً لإحصائية سنة (2007).